# Ronde van Vlaanderen 1949
De 33ste editie van de Ronde van Vlaanderen werd verreden op 10 april 1949 over een afstand van 260 km van Gent naar Wetteren. De gemiddelde uursnelheid van de winnaar was 35,374 km/h. Van de 225 vertrekkers bereikten er 52 de aankomst.

## Hellingen
- Kwaremont
- Kruisberg
- Edelareberg

## Uitslag
| Rang | Renner                | Land      | Ploeg              | Tijd  |
| ---- | --------------------- | --------- | ------------------ | ----- |
| 1    | Fiorenzo Magni        | Italië    | Wilier - Triestina | 7h21' |
| 2    | Valère Ollivier       | België    | Bertin-Wolber      |       |
| 3    | Briek Schotte         | België    | Alcyon-Dunlop      |       |
| 4    | Ernest Sterckx        | België    | Alcyon-Dunlop      |       |
| 5    | Raymond Impanis       | België    | Alcyon-Dunlop      |       |
| 6    | André Declerck        | België    | Bertin-Wolber      |       |
| 7    | Louis Caput           | Frankrijk | Olympia-Dunlop     |       |
| 8    | Lode Anthonis         | België    | Erka               |       |
| 9    | Maurice Diot          | Frankrijk | Mercier-Hutchinson |       |
| 10   | Martin Van Den Broeck | België    | Starnord-Wolber    |       |

1913 · 
1914 · 
1915 · 
1916 · 
1917 · 
1918 · 
1919 · 
1920 · 
1921 · 
1922 · 
1923 · 
1924 · 
1925 · 
1926 · 
1927 · 
1928 · 
1929 · 
1930 · 
1931 · 
1932 · 
1933 · 
1934 · 
1935 · 
1936 · 
1937 · 
1938 · 
1939 · 
1940 · 
1941 · 
1942 · 
1943 · 
1944 · 
1945 · 
1946 · 
1947 · 
1948 · 
1949 · 
1950 · 
1951 · 
1952 · 
1953 · 
1954 · 
1955 · 
1956 · 
1957 · 
1958 · 
1959 · 
1960 · 
1961 · 
1962 · 
1963 · 
1964 · 
1965 · 
1966 · 
1967 · 
1968 · 
1969 · 
1970 · 
1971 · 
1972 · 
1973 · 
1974 · 
1975 · 
1976 · 
1977 · 
1978 · 
1979 · 
1980 · 
1981 · 
1982 · 
1983 · 
1984 · 
1985 · 
1986 · 
1987 · 
1988 · 
1989 · 
1990 · 
1991 · 
1992 · 
1993 · 
1994 · 
1995 · 
1996 · 
1997 · 
1998 · 
1999 · 
2000 · 
2001 · 
2002 · 
2003 · 
2004 · 
2005 · 
2006 · 
2007 · 
2008 · 
2009 · 
2010 · 
2011 · 
2012 · 
2013 · 
2014 · 
2015 · 
2016 · 
2017 · 
2018 · 
2019 · 
2020 · 
2021 · 
2022 · 
2023 · 
2024
Lijst van beklimmingen